# Rio Pacu (Rio Catrimani)
Rio Pacu är ett vattendrag i Brasilien.   Det ligger i delstaten Roraima, i den nordvästra delen av landet, 2 500 km nordväst om huvudstaden Brasília. Vattendraget är en biflod till Rio Catrimani.
I omgivningarna runt Rio Pacu växer i huvudsak städsegrön lövskog. Trakten runt Rio Pacu är nära nog obefolkad, med mindre än två invånare per kvadratkilometer.